# Parc d'Inokashira
Le parc d'Inokashira (井の頭恩賜公園, Inokashira Onshi Kōen) est à cheval entre Musashino et Mitaka dans la partie ouest de Tokyo au Japon. Il se trouve à cinq minutes à pied de la gare de Kichijōji sur la ligne ferroviaire JR Chūō.
Le lac d'Inokashira (井の頭池), créé à l'époque d'Edo, est alimenté par la même source que la rivière Kanda, qui servit à approvisionner en eau les puits de Tokyo jusqu'en 1898.
Le terrain fut cédé par l'empereur Yoshihito à la préfecture de Tokyo en 1913. Le parc fut inauguré le 1er mai 1918 sous le nom Inokashira Onshi Kōen (井の頭恩賜公園), qui peut se traduire par « Parc du cadeau impérial d'Inokashira ». C'était la première fois qu'un parc était créé de cette manière dans la capitale japonaise.
Le parc a une superficie de 38 hectares, dont 1 hectare de pelouses. Il compte plus de 11 000 arbres, parmi lesquels des charmes, des érables du Japon, des cerisiers, des cyprès, des pins rouges et des rhododendrons ainsi que de nombreux arbustes.

## Attractions touristiques

Le parc d'Inokashira, au printemps, lors de la fête des cerisiers en fleurs.

Le parc abrite un petit temple dédié à la déesse de l'art et de la musique : Benzaiten. Il abrite également un aquarium et un zoo où l'on peut voir des macaques rhésus, des saros du Japon, des zibelines japonaises, des civettes masquées, des chats léopards du Bengale, ou encore des tanukis.
En avril, les nombreux cerisiers du parc en font un endroit privilégié lors de la fête de printemps :  O-hanami.
Le musée Ghibli, qui se situe à l'extrémité sud-ouest du parc, attire de nombreux fans de l'œuvre du Mangaka Hayao Miyazaki.